# Murilo Endres
Pour les articles homonymes, voir Endres.
Murilo Endrés est un joueur brésilien de volley-ball né le 3 mai 1981 à Passo Fundo. Il mesure 1,92 m et joue réceptionneur-attaquant. Il est le frère de Gustavo Endres.

## Clubs
| Club             | Pays   | De        | À         |
| ---------------- | ------ | --------- | --------- |
| ADC São Bernardo | Brésil | 1998-1999 | 2002-2003 |
| Suzano São Paulo | Brésil | 2003-2004 | 2004-2005 |
| Vibo Valentia    | Italie | 2005-2006 | 2005-2006 |
| Modène           | Italie | 2006-2007 | 2008-2009 |
| Sesi São Paulo   | Brésil | 2009-2010 | ...       |

## Palmarès
- Jeux olympiques 
  - Finaliste : 2008, 2012

- Championnat du monde (2)
  - Vainqueur : 2006, 2010

- Coupe du monde (1)
  - Vainqueur : 2007

- Ligue mondiale (3)
  - Vainqueur : 2007, 2009, 2010